# Výlet štúrovců na Devín 24. dubna 1836

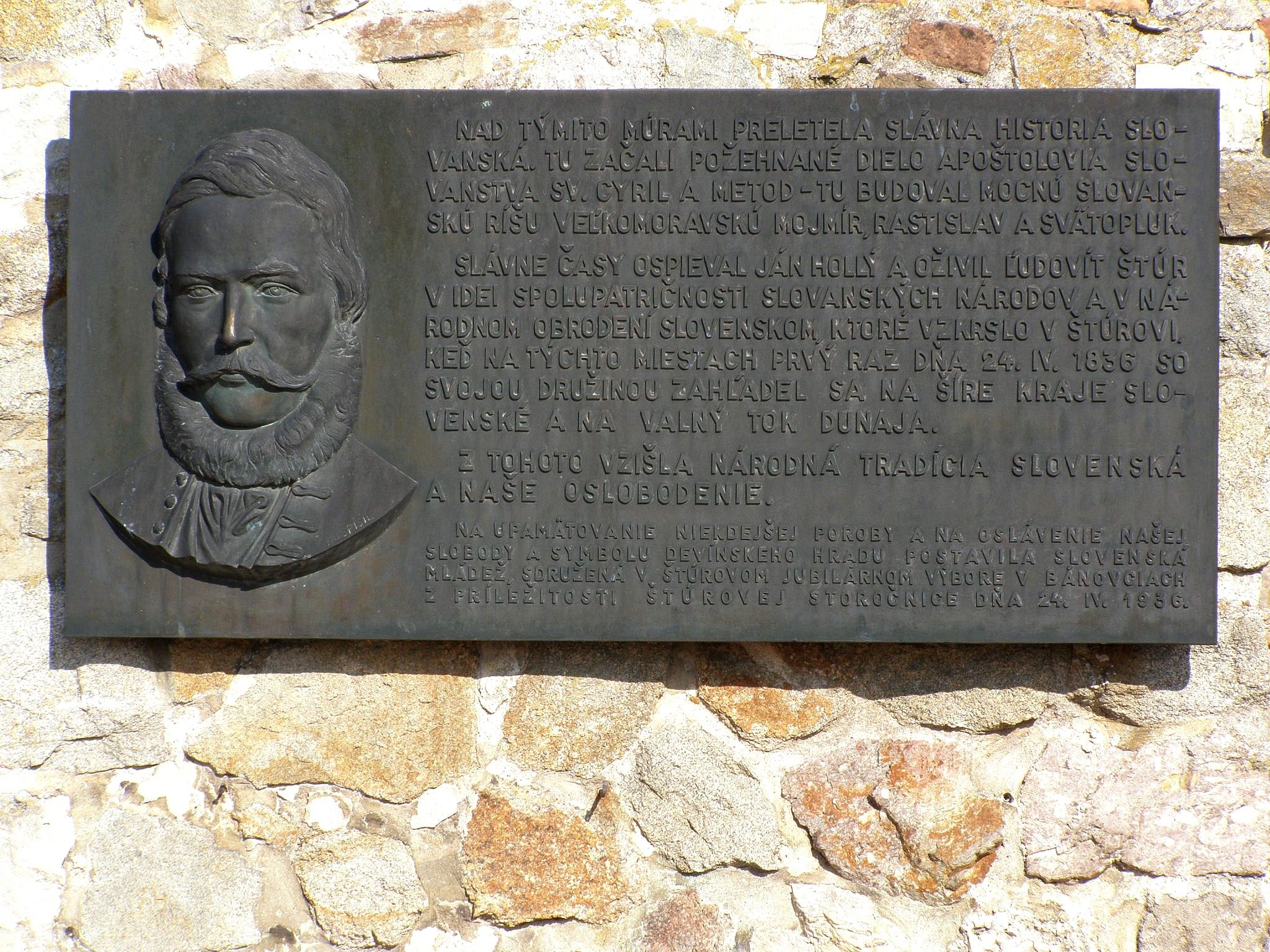
Pamětní tabule z roku 1936, osazená na Devínském hradě u příležitosti stého výročí výletu štúrovců na Devín 24. 4. 1836. Autorem díla je bratislavský sochař Jozef Pospíšil

Výlet štúrovců na Devín 24. dubna 1836 byl jednou z nejvýznamnějších historicko-obrozeneckých akcí slovenské mládeže v procesu národního obrození v první polovině 19. století.
Devatenácté století, století romantismu, přineslo na území nynějšího Slovenska vlnu národního obrození. Jeho největšími hlasateli byla mladá generace slovenské inteligence, sdružená kolem Ľudovíta Štúra. Ovlivněna literárním odkazem Jána Kollára, Jána Hollého a dalších autorů byla přesvědčena, že pouze spjatost s národními tradicemi a historickým odkazem slavných epoch dějin je cestou k pozvednutí národní identity a zaujetí důstojného místa mezi národy Evropy.
Pozornost mládeže se soustřeďovala na místa bytostně spjatá s nejslavnějšími obdobími slovanských a národních dějin. Jedním z takových míst byly starobylé zříceniny Devína. Devín se dostával do popředí zájmu národovců jako symbol slovenské státnosti a svébytnosti, slovanské sounáležitosti, jako nositel kulturně historických tradic Velké Moravy a cyrilometodějské mise. Podobná místa se stávala podle příkladu mladých radikálů v Polsku a v českých zemích jakýmisi poutními centry, na které se pořádaly výlety místní mládeže (nejednou i s účastí příslušníků jiných slovanských národů). Akce měly jednoznačně vlastenecký motiv. Česká mládež uskutečnila takový výlet v roce 1833 na moravský vrch Hostýn, mladí Slováci zorganizovali setkání v Trenčianských Teplicích o dva roky později. Zde se zrodila myšlenka uspořádat v dubnu roku 1836 vlastenecký výlet na Devín.
Štúr byl přesvědčen, že "... historie je pro národ tím, čím je svědomí pro člověka." Není divu, že přišel na myšlenku uskutečnit vycházku na "hroby dávné slávy", chtějíce tak ". .. padlé samostatnosti slovenské národní svátek zasvětiti ... ", na Děvín, kde chtěl obnovit památku slovenské samostatnosti, vzdát hold slovanské vzájemnosti a kochat se v národních citech. Vzhledem k okolnostem se se svým záměrem svěřil jen nejbližším přátelům, s nimiž vybral další, z opatrnosti pouze jedenácti studentů. Byl v ustavičném podezření pro své národní snahy, nechtěl zbytečně provokovat, a proto organizoval výlet v tajnosti.
V neděli 24. dubna 1836, na svátek svatého Jiří, se pozvaní sešli v zahradě hostince pod hradem. Přišli: Jaroslav Borik, Janko Bysterský, Timotej Cochius, Pavol Čendekovič, Benjamín Červenák, Drahotín Frndák, Gustáv Grossmann, Jozef Miloslav Hurban, Pavol Košacký, Daniel Krnúch, Ján Maróthy, Ján Mayer, Ladislav Paulíny, Drahotín Rafanides, August Horislav Škultéty, Ľudovít Štúr a Jonáš Záborský.
Všichni byli v té době velmi mladí (sám Štúr měl pouze dvacet let). Cestu na Devín neabsolvovali jeho účastníci společně, ale pouze v malých skupinkách. Nálada byla slavnostní, což vyzdvihl i Štúr:
| „ | Slnce vychádzalo z jasna, keď sme sa približovali k starým hradbám osamelého Devína a zdalo sa nám, že vychádza nový deň Slovenska. | “ |

Společně vystoupili na hrad a s odkrytými hlavami zazpívali sborově na nápěv písně Nitra, milá Nitra text Štúrovy básně:
| „ | Děvín, milý Děvín, hrade osiralý, pověz, že nám, kedy tvoje hradby stály? Moje hradby stály v časech Rastislava: on byl vašich otců, on mých hradeb sláva. Sláva, moje sláva, kdeže mi spočívaš? Ah, darmo, větříčku, prach jen rozsíváš! | “ |

Pak Štúr přednesl projev věnovaný dávné slávě Velké Moravy. Po dalších zpěvech a recitaci navrhl, aby si každý účastník zvolil životní krédo a přidal ke svému jménu další jméno, slovanské. Sám přijal jméno Velislav. Tento příklad následovaly i další účastníci, například Jozef Miloslav Hurban si vybral jméno Miloslav, Jonáš Záborský Bojislav, Timotej Cochius si změnil jméno na Ctibor Zoch. Všichni také skládali přísahy věrnosti národu.
Pak se začala neformální beseda, na které mimo jiné zazněla Štúrova slova:
| „ | My sme členovia nesmierne veľkej spoločnosti, spoločnosti slovanského národa, my sme živšie než otcovia naši pocítili potrebu prebúdzať sa k sebavedomiu, i kmeňa nášho slovenského i patričnosti našej k veľkému národu slovanskému. Nože sa teraz spoločne postarajme o to, aby nám nikdy nemohlo vyjsť z pamäti to, k čomu dnes sme sa povzbudzovali tu na rumoch zapadlej slávy otcov našich, čo sme si vzájomne sľubovali, za čo sme sa zaväzovali horliť, pracovať, bojovať, žiť i umrieť. | “ |

Na závěr všichni účastníci zazpívali hymnickou píseň Hej, Slováci.
Výlet nakonec dopadl dobře a jeho úspěch je podnítil k zorganizování dalších výletů, na různá místa v okolí Bratislavy. Devín však nadále zůstával symbolem dávné slovanské slávy.
Průběh výletu živě popsal Jozef Miloslav Hurban v díle Ľudovít Štúr (1881 - 1884).